# Kaeson Jongerenpark
Het Kaeson Jongerenpark (Koreaans: 개선청년공원) is een attractiepark in Pyongyang, de hoofdstad van Noord-Korea. Het park werd geopend in 1984, als onderdeel van de inhuldiging van de Triomfboog in Pyongyang en volledig gerenoveerd in april 2010. Het is gelegen naast het Kim Il-sungstadion en de Kim Il-sung Universiteit en is sinds 2004 toegankelijk voor buitenlandse toeristen.

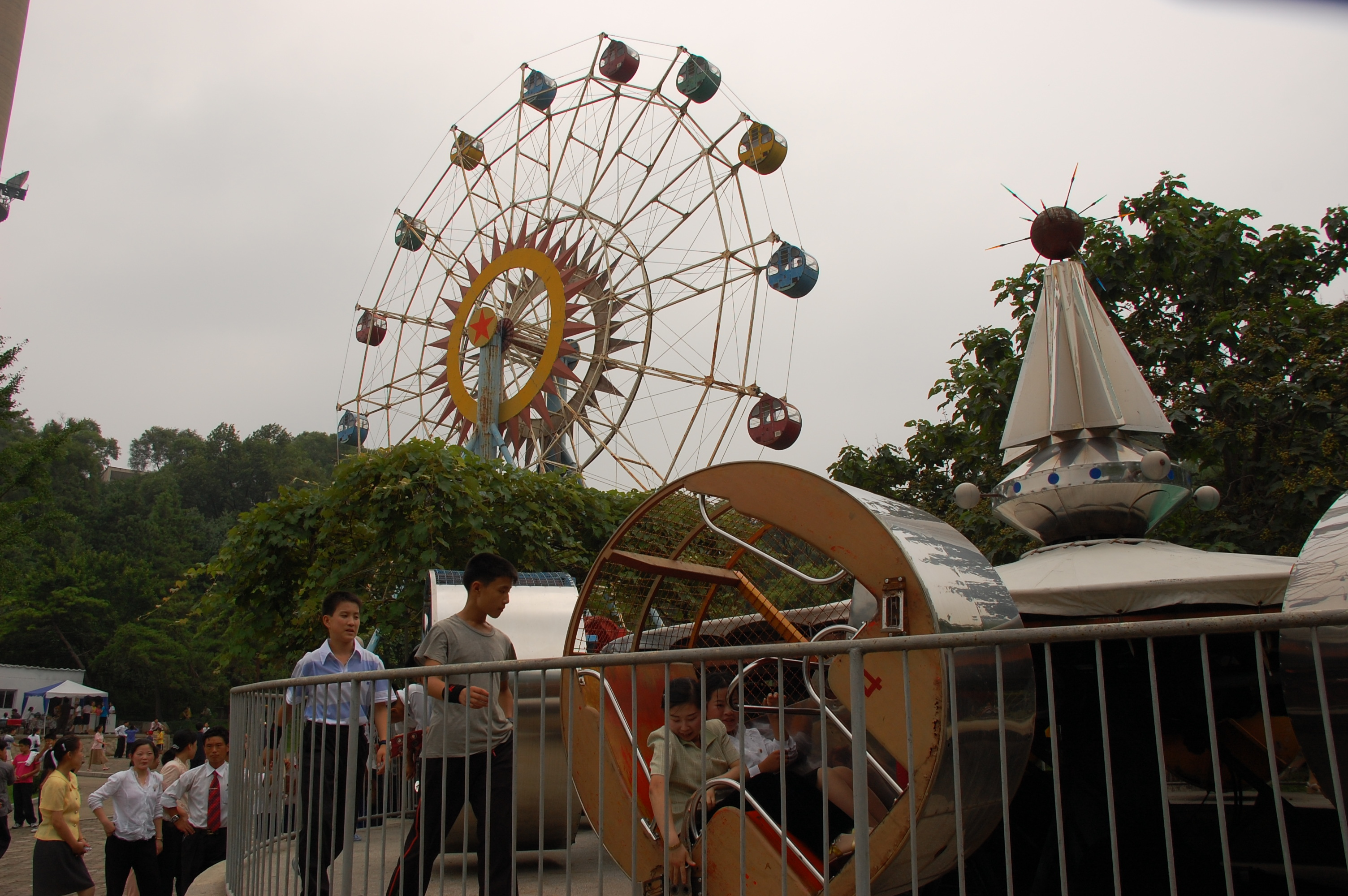
Het reuzenrad met op de voorgrond een van de vele flatrides die in het park stonden opgesteld.

## Originele park

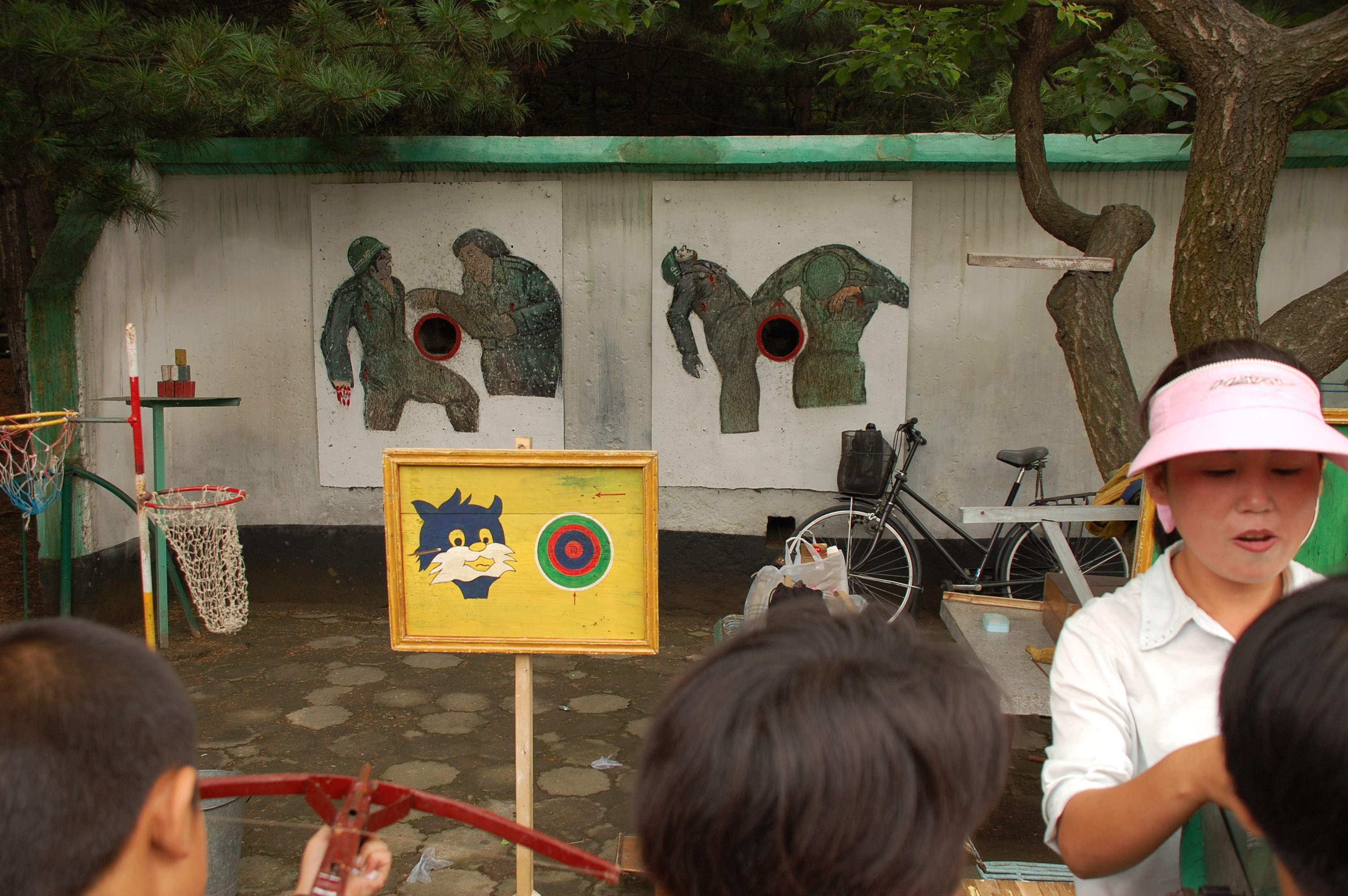
Oorlogspropaganda in de vorm van een spel waarbij bezoekers houten blokken, als granaten richting Amerikaanse soldaten gooien. Populair bij de lokale kinderen.

Het originele park bestond een simpele kleine attracties, zoals een reuzenrad, botsauto's, een achtbaan, een draaimolen en enkele andere flatrides.
De achtbaan werd gebouwd door de Japanse fabrikant Meisho Amusement Machines en bestond uit kleine karretjes die een bochtig parcours met scherpe bochten aflegde. Onder de achtbaan lag een akker waarop gewassen werden verbouwd.
| Naam            | Type         | Fabrikant                 | Opening | Sluiting | Foto |
| --------------- | ------------ | ------------------------- | ------- | -------- | ---- |
| Kwansong Tancha | Jungle Mouse | Meisho Amusement Machines | 1984    | 2009     |      |

## Nieuwe park

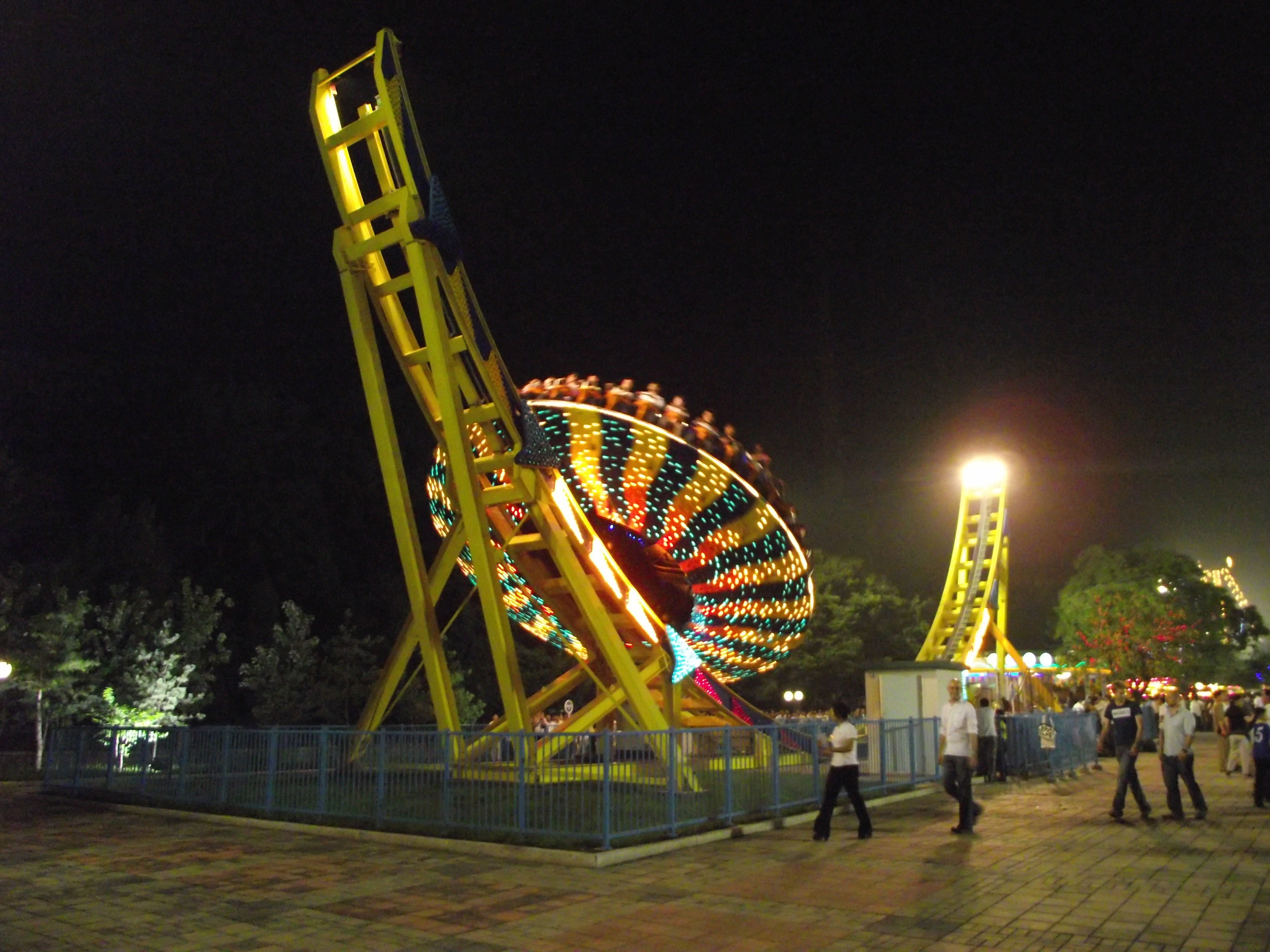
Een Zamperla Disk'O attractie.

Het park werd in 2009 gesloten om in april 2010 te heropenen na een grote renovatie, waarbij alle originele attracties, met uitzondering van de botsauto's, werden vervangen door 10 nieuwe moderne attracties van de Italiaanse fabrikant Zamperla. Zo bezit het park onder andere een Volare-achtbaan, een soort vliegende achtbaan, een Disk'O, een vrije valtoren, botsauto's, een theekopjesattractie en een zweefmolen. Het park is daarmee het eerste moderne attractiepark in Noord-Korea.

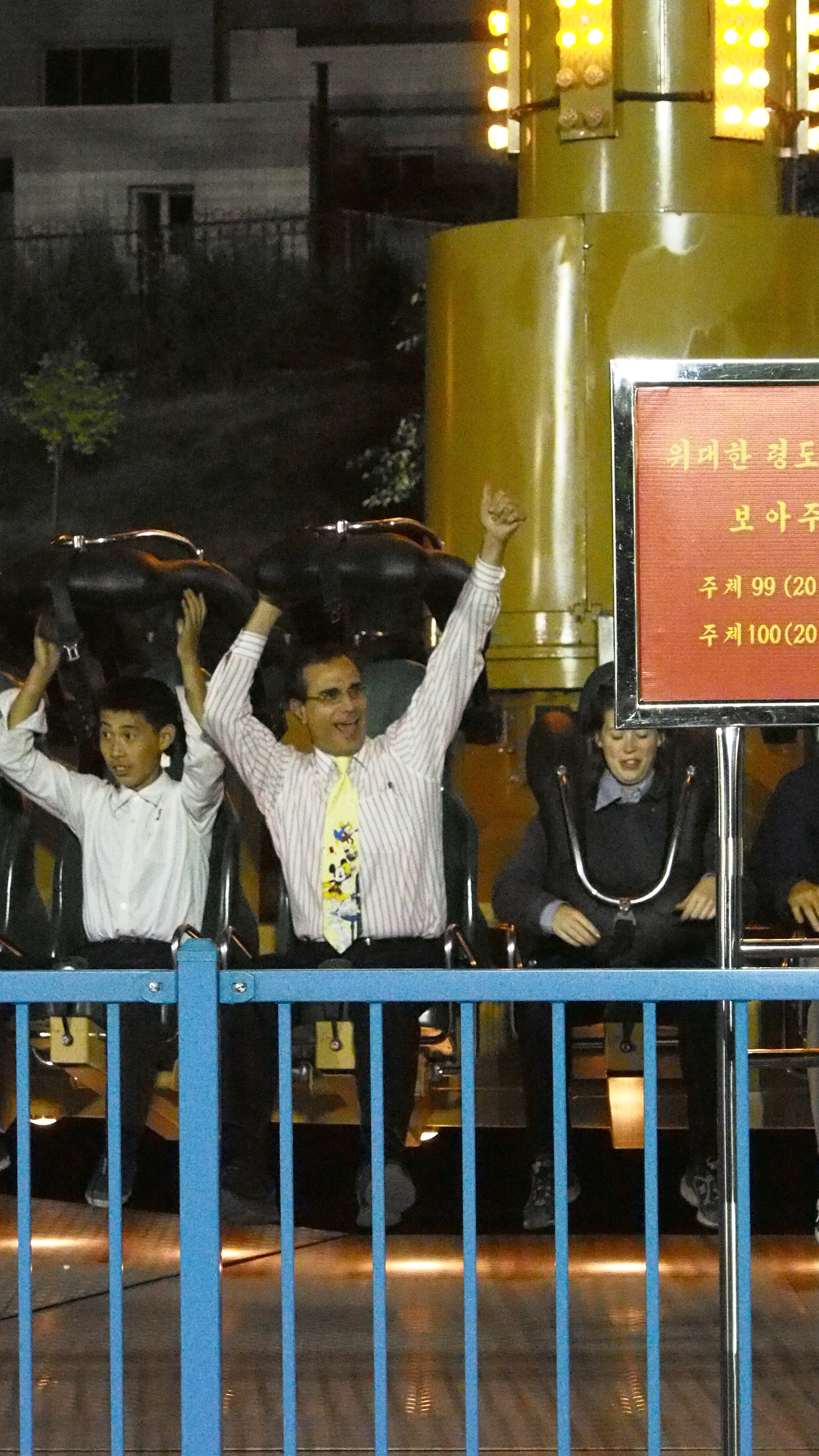
Een attractie met op de voorgrond een rode gedenkplaat waarop de bezoeken van Kim Jong-il en Kim Jong-un worden herdacht.

#### Bezoek Kim Jong-il en Kim Jong-un
Na de renovatie werd het park bezocht door toenmalig leider Kim Jong-il en later ook meerdere malen door huidig leider Kim Jong-un, zo beschikken verschillende attracties in het park over rode gedenkplaten waarop de data van de bezoeken worden weergegeven.

#### Kostprijs
Het park hanteert aparte tarieven voor de lokale bevolking en buitenlandse toeristen, zo betalen toeristen 2 euro voor toegang tot het park en een extra 1 tot 5 euro per attractie, waarbij ze rondgeleid worden door een gids van het park en wachtrijen mogen overslaan. De lokale bevolking betaalt ongeveer 1.600 Noord-Koreaanse won (ongeveer 2 tot 3 euro) voor toegang tot het park en alle attracties.
| Naam                                         | Type   | Fabrikant | Opening | Foto |
| -------------------------------------------- | ------ | --------- | ------- | ---- |
| Inertia Airplane Car (Koreaans: 관성 비행차) | Volare | Zamperla  | 2010    |      |